# Tullio Odorizzi

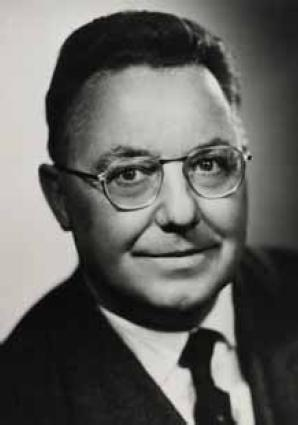
Tullio Odorizzi

Tullio Odorizzi (* 20. Februar 1903 in Cles, Österreich-Ungarn; † 7. Juli 1991 in Trient) war ein italienischer Politiker der Democrazia Cristiana.
Odorizzi studierte bis 1924 Jura und arbeitete anschließend als Anwalt. Er diente als Soldat im Abessinienkrieg und im Zweiten Weltkrieg in Albanien. Am 8. September 1943 wurde er nach Deutschland deportiert und kehrte 1945 nach Trient zurück.
Bei den Wahlen vom 26. September 1946 wurde er in den Stadtrat gewählt und wurde nach dem überraschenden Tod von Luigi Battisti am 14. Dezember Bürgermeister. Dieses Amt übte er bis 1948 aus.
Ab 1949 stand Odorizzi gleich nach der Errichtung der Region Trentino-Südtirol als erster Präsident der Regionalregierung Trentino-Südtirol vor, und zwar drei Legislaturperioden lang vom 5. Januar 1949 bis zum 3. Januar 1961. In den beiden darauffolgenden Perioden war er einfacher Abgeordneter im Regionalrat. In den folgenden Jahren bekleidete er verschiedene politische Ämter.
Im Jahr 2003 wurde anlässlich seines 100. Geburtstags Odorizzi zu Ehren eine Tagung veranstaltet, bei der auch der damalige Präsident der Region Carlo Andreotti sowie der Senator auf Lebenszeit Giulio Andreotti anwesend waren.
| Personendaten    | Personendaten           |
| ---------------- | ----------------------- |
| NAME             | Odorizzi, Tullio        |
| KURZBESCHREIBUNG | italienischer Politiker |
| GEBURTSDATUM     | 20. Februar 1903        |
| GEBURTSORT       | Cles                    |
| STERBEDATUM      | 7. Juli 1991            |
| STERBEORT        | Trient                  |